# Keith Caldwell
Keith Logan « Grid » Caldwell, né le 16 octobre 1895 à Wellington et mort le 28 novembre 1980 à Auckland, est officier néo-zélandais. Durant la Première Guerre mondiale, il devient un as du Royal Flying Corps. Il atteint le rang d'Air commodore dans la Royal New Zealand Air Force pendant la Seconde Guerre mondiale.

## Jeunesse
Il nait à Wellington le 16 octobre 1895 et est le fils de David Robert Caldwell et de son épouse Mary Dunlop (née McKerrow). Enfant, il déménage avec sa famille à Auckland, où son père crée une entreprise de fabrication et d'importation. Il fait ses études au King's College d'Auckland et à la Wanganui Collegiate School. Grand et mince, remarqué pour ses yeux gris, Keith Caldwell est également sportif, jouant, avec succès, au golf et au tennis. Après avoir quitté l'école, à la veille de la guerre, il travaille comme employé de banque.

## Première Guerre mondiale

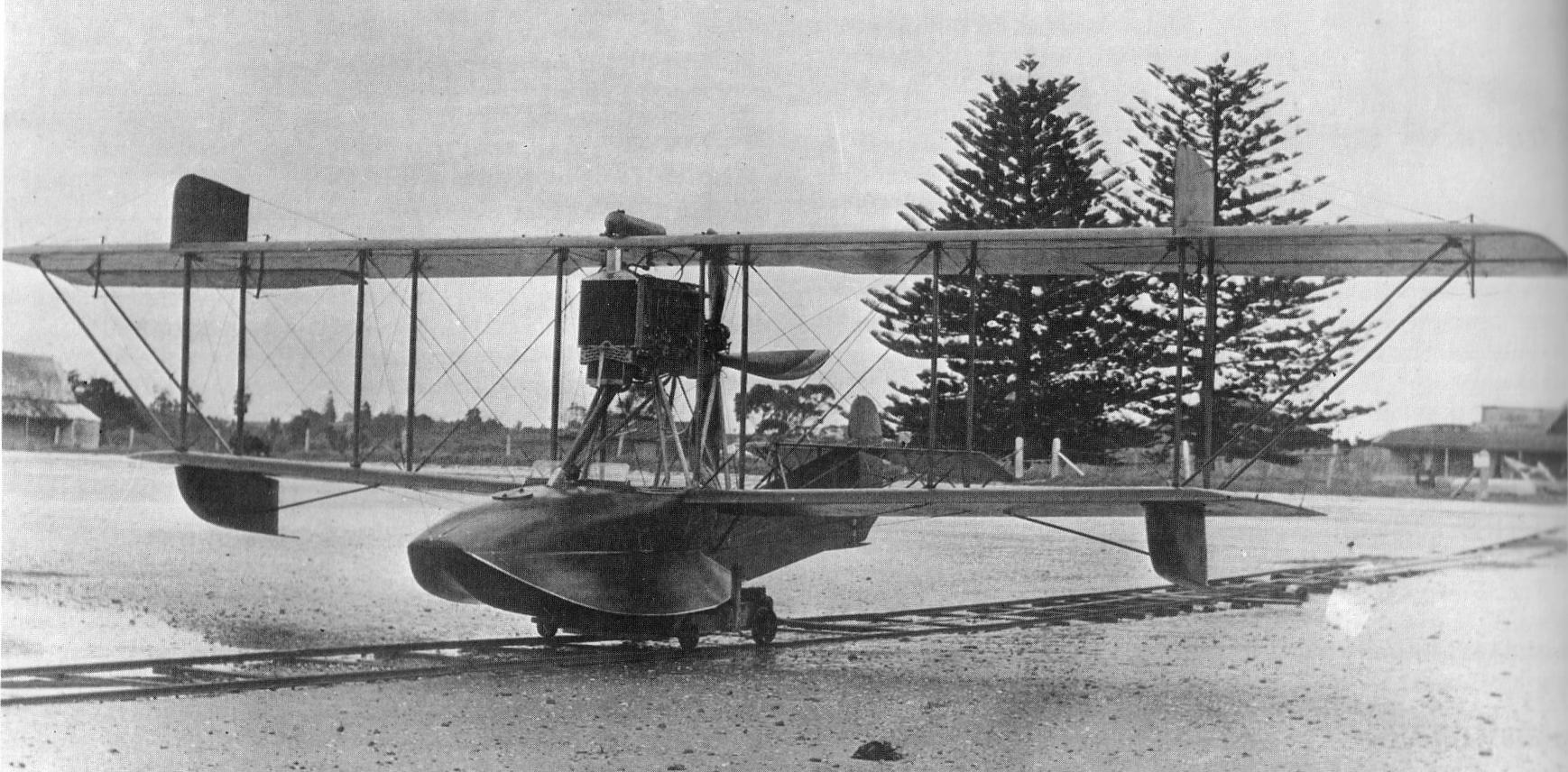
Un.

Lorsque la Première Guerre mondiale éclate en 1914, Keith Caldwell s'engage dans l'armée territoriale, mais lorsqu'il tente de s'engager dans le Corps expéditionnaire néo-zélandais en partance pour Gallipoli, il est refusé,. Il paye 100 livres sterling pour rejoindre la première classe de l'école de vol néo-zélandaise en octobre 1915, où il apprend à voler sur des Walsh Brothers Flying Boat (en) (bateaux volants des frères Walsh),. Il appelle les avions des « grilles » (« grid » en anglais), de l'argot signifiant bicyclette. Cette habitude lui vaudra son surnom. Apprenant vite, il réussit ses tests de vol en décembre 1915.
Il s'embarque pour l'Angleterre en janvier 1916 et est engagé par le Royal Flying Corps en avril. Il est formé à Oxford, Norwich et Sedgeford. Le 29 juillet 1916, il est affecté au No. 8 Squadron RFC (en), volant sur des B.E.2C et des D en mission d'observation près d'Arras en France,. En septembre, aux commandes d'un BE2D, il abat avec son observateur, Patrick Welchman, un Roland C.II,.

### No. 60 Squadron RFC
En novembre, il est transféré au No. 60 Squadron RFC (en) et pilote des chasseurs Nieuport 17. En février 1917, il est promu captain. En septembre, lorsque l'unité se convertit aux S.E.5A, il remporte d'autres victoires, toutes contre des éclaireurs Albatros,. Il reçoit la Croix militaire le 17 septembre, date à laquelle il ajoute sa première victoire dans un S.E.5A,. La citation est la suivante : « Pour sa bravoure et son dévouement remarquables à la tête de patrouilles offensives. À une occasion, il a dirigé une patrouille de cinq avions contre douze avions hostiles, qui les a tous abattus et mis hors de contrôle. Il a personnellement détruit cinq avions ennemis, et a eu plus de cinquante combats en l'air, dans lesquels il a fait preuve d'une habileté et d'une intrépidité splendides, et a donné un excellent exemple à son squadron. »
En octobre 1917, il est réaffecté en Angleterre en tant qu'instructeur.

### No. 74 Squadron RAF

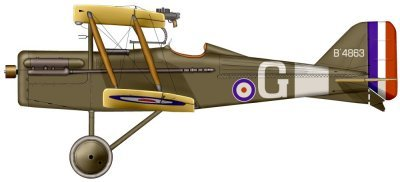
Vue de côté d'un Royal Aircraft Factory S.E.5.

En mars 1918, il est promu major et reçoit le commandement du No. 74 Squadron RAF « Tiger », équipé du S.E.5A, qu'il emmène en France le 30 mars. Sous sa direction, le squadron détruit 140 avions et en met 85 hors de contrôle au cours des huit derniers mois de la guerre, pour un modeste total de 15 pilotes tués ou prisonniers. Keith Caldwell livre son dernier combat le 30 octobre 1918, tuant son 9e Fokker D.VII. Au total, il est crédité de 11 appareils détruits, de deux appareils détruits en commun, d'un appareil capturé en commun, et de dix appareils hors de contrôle et un appareil hors de contrôle en commun. La quasi-totalité de ses victimes sont des éclaireurs monoplaces. Il est décoré de la Distinguished Flying Cross en décembre 1918, la citation étant « Un bel aviateur de combat, courageux et déterminé ».
Bien qu'il n'ait jamais été abattu, il survit une fois à une collision en vol avec son collègue du No. 74 Squadron, Sydney Carlin (en), en ramenant son avion endommagé jusqu'au sol avant de sortir du cockpit et de sauter au moment où il s'écrase. Keith Caldwell livre des combats aériens peu concluants avec les as allemands Werner Voss et Hermann Becker (en). Pilote naturel doté d'une excellente vue et d'un talent pour trouver les avions ennemis, sa faiblesse est qu'il est mauvais tireur, étant souvent incapable de détruire les avions qu'il engage - un défaut qui l'empêchera de rejoindre les rangs des meilleurs as alliés avec lesquels il évolue. Il connait James McCudden, vole avec Albert Ball dans le No. 60 Squadron et commande Mick Mannock dans le No. 74 Squadron.
On raconte souvent que Ketih Caldwell, alors qu'il était instructeur, a sanctionné Edward Mannock pour avoir fait de l'esbroufe dans un D.H.2, puis a choisi le talentueux pilote pour son squadron. Cela semble chronologiquement invraisemblable, même s'il admire manifestement Mannock et l'a peut-être choisi lui-même. Il reproche également à Mannock d'avoir abattu deux aviateurs allemands qui s'étaient écrasés derrière les lignes alliées. Il a écrit : « Les boches se sont écrasés, mais pas de manière grave, et la plupart des gens s'en seraient contentés, mais pas Mick Mannock. Il a plongé une demi-douzaine de fois sur l'appareil, pulvérisant des balles sur le pilote et l'observateur, qui montraient encore des signes de vie... Lorsqu'on l'a interrogé sur son comportement sauvage après que nous ayons atterri, il a répondu avec ardeur : 'Les porcs sont mieux morts - pas de prisonniers pour moi !' ».

## Sa vie d'après-guerre
Transféré sur la liste des chômeurs de la RAF le 17 juillet 1919, Keith Caldwell retourne en Nouvelle-Zélande en août de la même année. Après avoir travaillé un an pour son père, il achète une ferme à Glen Murray dans le Waikato. Le 16 mai 1923, il épouse Dorothy Helen Gordon, (la sœur de l'as Frederick Stanley Gordon (en), avec qui il aura deux filles et deux fils.
Il maintient son intérêt pour l'aviation, étant un membre fondateur et le premier club captain de l'Auckland Aero Club, et commande la division territoriale à temps partiel de la New Zealand Permanent Air Force (rebaptisée Royal New Zealand Air Force en 1934) de 1930 à 1937.
En 1935, il reçoit la médaille du jubilé d'argent du roi George V.

## Seconde Guerre mondiale
Pendant la Seconde Guerre mondiale, il sert dans la RNZAF en tant que commandant de la station de Woodbourne (en), près de Blenheim, puis de Wigram, à Christchurch, avant d'être affecté en Inde en 1944 et en Angleterre en 1945, où il est promu Air commodore par intérim, avant d'obtenir son grade complet en 1946. Keith Caldwell est fait commandant de l'Ordre de l'Empire britannique (CBE) lors de la soirée d'honneur du Nouvel An 1945. Il reçoit une barrette pour sa DFC, et en plus de sa MC, il est mentionné deux fois dans les dépêches et  reçoit la Croix de guerre de la Belgique.

## Fin de vie
Keith Caldwell prend sa retraite de la RNZAF en 1956. Après la guerre, il devient agriculteur dans la région de South Auckland, avant de se retirer pour vivre à Auckland en 1970. Il y meurt d'un cancer le 28 novembre 1980,.